# 田島良保
田島 良保（たじま よしやす、1947年10月17日 - ）は、鹿児島県姶良郡牧園町（現・霧島市）出身の元騎手・元調教師。騎手時代は数々の名騎乗を残し、「必殺仕事人」と称された。川島信二は娘婿にあたる。

## 経歴
生家の近所には牧場があり、幼少期から馬に親しんで育った。中学卒業後は馬事公苑騎手養成長期課程に第14期生として入所したが、やんちゃな性格で生意気な生徒であった。同期には小島太、安田富男、平井雄二、池上昌弘などがいる。2年次の厩舎研修の際には、小島と共に勧誘を受けていた東京・高木良三厩舎に入ったが、その後は京都・谷八郎厩舎所属に決まった。谷は勝ち気な性格であった田島の良き理解者となり、少々の批判に耳も貸さず乗せ続けた。1966年3月5日に中京第4競走4歳未勝利・カツラニシキ（8頭中5着）でデビューを果たすと、同日の騎乗2戦目である第6競走4歳未勝利・ヨシサカエで初勝利を挙げた。初年度には23勝を挙げ、関西民放記者クラブ賞（関西新人賞）を受賞。2年目には勝利数を32に伸ばすと、クリバックで金鯱賞・小倉大賞典を制覇。6年目の1971年からは平地競走に専念し、同年にはヒカルイマイで皐月賞を制して八大競走初勝利を挙げる。同期では池上に次いで2番目となる八大競走制覇騎手であった。続く日本ダービーでも引き続き同馬に騎乗し、後方24番手からの追い込みを見せて勝利。「戦後最年少のダービージョッキー」となった。当時のダービーは最大28頭が出走し、第1コーナーで10番手以内に位置しなければ勝機はないと言われた時代であったが、田島はこの常識を覆し、勝利騎手インタビューでは「僕はダービーに乗ったんじゃない。ヒカルイマイに乗ったんだ」という言葉を残した。同年は11勝に終わるが、11勝中4勝は全てヒカルイマイと共に重賞で挙げたものであった。1973年の宝塚記念では後に自身の騎乗馬で最強と評したハマノパレードに跨がり、本命のタイテエムをクビ差抑えて巧みに逃げ切った。これまで「追い込み得意」と見られていた従来の田島のイメージを覆したほか、この頃から「大物食い」のイメージが強まっていく。実況していた杉本清（当時・関西テレビアナウンサー）からは「必殺仕掛人」という渾名を与えられる。同年10月の京都新聞杯では単勝93倍で9番人気の伏兵・トーヨーチカラに初めて騎乗し、ハイセイコー・タケホープを抑えて勝利に導いた。このレースで「乗り替わりでもきっちりに仕事をする男」を印象づけた。1977年の菊花賞では9番人気のテンメイに初めて騎乗し、直線では伸びを欠くラッキールーラを尻目に先頭に立つ見せ場を作り、最後はプレストウコウの強襲に屈したものの2着と健闘。1978年の菊花賞では12番人気のキャプテンナムラとコンビを組み、最内を鋭く伸びてインターグシケンの2着に入った。1980年の菊花賞では同年夏の函館開催から乗っていたノースガストを駆り、1番人気のモンテプリンスを叩き合いの末に見事に競り落として優勝に導いた。戦後生まれの騎手として初のクラシック三冠騎手となる。この頃からはこれまでの「必殺仕掛人」に代わって「必殺仕事人」との渾名が定着し、1983年には自己最高の60勝を挙げてベストテンでも7位にランクイン。1986年のマイルチャンピオンシップでは6番人気の牝馬・タカラスチールでニッポーテイオーに勝利。1989年のオークスでは10番人気のライトカラーに騎乗し、当時3年目の武豊が騎乗するシャダイカグラをびっちりマークして競り落としている。いずれも破った相手は単勝1倍台で、絶対の本命視をされていた。その後も好成績を保ち、1991年にはヤマニンミラクルで京成杯3歳Sを制し重賞40勝目を挙げるが、最後の重賞勝利となった。同馬では朝日杯3歳Sでミホノブルボンにハナ差2着と健闘。1992年に体力の限界を表明し、最終騎乗日となった2月23日は京都第9競走梅花賞・キョウワホウセキで最後の勝利となる通算817勝目を挙げ、第12競走5歳以上900万下・アポロシーザー（14頭中9着）が最後の騎乗となった。同年引退。
騎手引退後は調教師に転身し、1993年に厩舎を開業。初出走は同年3月13日の小倉第4競走にアイノウーマンで6着、初勝利は翌14日の阪神第3競走のアイノクレールであった。1995年の小倉記念をスプリングバンブーで制し、重賞初勝利を挙げている。
2013年5月23日、同年9月20日をもって調教師を勇退すると発表された。

## 人物
- 「仕事人」という異名の通り、職人気質で頑固な人物として知られ、騎乗の研鑽に非常に真摯に取り組んだ。「必殺仕事人」の考案者である杉本は、「とにかく真面目な男だった。自分ではヘンコ（=偏屈）と言っていたけど、良保の競馬に対する考え方には、たかが競馬という意識はなかったと思う。（中略）せこくない、ずるくない、自分にも、他者にも競馬にも厳しかった」と評している[6]。弟弟子の田原成貴は、自身の騎乗イメージの原点として田島がハマノパレードを駆った宝塚記念を挙げており、田島を騎乗の手本としていた[7]。一方で、田島が田原に語っていた騎乗論は、そのレベルの高さゆえに自身が一流騎手に成長するまでは理解できなかったともいう[8]。

- 同期生の小島とは養成所時代からの親友であり、小島は「血を分けた兄弟みたいなもの」と語っている[9]。小島の次男で調教助手を務める良太の名前は、「良保」と「太」を合成したものである。「良」については、両者を厩舎へ勧誘した高木良三にも掛けられている[10]。

## 通算成績

### 騎手成績
| 通算成績 | 1着 | 2着 | 3着 | 4着以下 | 騎乗回数 | 勝率 | 連対率 |
| -------- | --- | --- | --- | ------- | -------- | ---- | ------ |
| 平地     | 796 | 820 | 780 | 5,279   | 7,675    | .104 | .211   |
| 障害     | 21  | 21  | 6   | 67      | 115      | .183 | .365   |
| 計       | 817 | 841 | 786 | 5,346   | 7,790    | .105 | .213   |

|                    | 日付          | 競馬場・開催  | 競走名     | 馬名         | 頭数 | 人気 | 着順 |
| ------------------ | ------------- | ------------- | ---------- | ------------ | ---- | ---- | ---- |
| 初騎乗             | 1966年3月5日  | 2回中京5日4R  | 4歳未勝利  | カツラニシキ | 8頭  | 5    | 5着  |
| 初勝利             | 1966年3月5日  | 2回中京5日6R  | 4歳未勝利  | ヨシサカエ   | 7頭  | 6    | 1着  |
| 重賞初騎乗         | 1967年7月16日 | 3回中京4日10R | 中京大賞典 | クリバツク   | 9頭  | 5    | 3着  |
| 重賞初勝利         | 1967年7月30日 | 3回中京8日10R | 金鯱賞     | クリバツク   | 9頭  | 6    | 1着  |
| GI級初騎乗・初勝利 | 1971年5月2日  | 3回中山4日9R  | 皐月賞     | ヒカルイマイ | 14頭 | 4    | 1着  |

- 全国リーディング最高7位（1983年・60勝 関西3位）
- 重賞競走40勝（うちGI級競走7勝）

#### 主な騎乗馬
※括弧内は田島騎乗時の優勝重賞競走。太字はGI級競走。
- クリバック（1967年金鯱賞、小倉大賞典）
- ペロバック（1968年小倉記念）
- ツキヒデキング（1970年阪神障害ステークス・秋）
- ヒカルイマイ（1971年皐月賞、東京優駿、きさらぎ賞、NHK杯）
- ハマノパレード（1973年宝塚記念、京都記念・春）
- トーヨーチカラ（1973年京都新聞杯）
- タマモアサヒ（1978年阪神3歳ステークス）
- キャプテンナムラ（1979年鳴尾記念）
- ホクトボーイ（1979年スワンステークス）
- ノースガスト（1980年菊花賞、神戸新聞杯）
- タマモコトブキ（1980年阪神牝馬特別）
- メトロジャンボ（1981年京都記念・秋）
- オーバーレインボー（1982年・1983年札幌記念、日経新春杯）
- マックスファイアー（1982年北海道3歳ステークス）
- スズカコバン（1983年神戸新聞杯）
- カルストンダンサー（1984年京都牝馬特別）
- ゴールドウェイ（1984年きさらぎ賞）
- タカラスチール（1986年マイルチャンピオンシップ）
- トウショウレオ（1987年・1988年小倉大賞典、1987年中京記念、1988年京阪杯）
- プリンセススキー（1987年ラジオたんぱ杯3歳牝馬ステークス）
- セントシーザー（1987年CBC賞）
- トップコート（1988年中京記念）
- ヤエノダイヤ（1988年神戸新聞杯）
- ライトカラー（1989年優駿牝馬）
- インターアニマート（1989年中京記念）
- カツノジョオー（1990年ローズステークス）
- イイデセゾン（1991年共同通信杯4歳ステークス）
- プリンスシン（1991年京都記念）
- ヤマニンミラクル（1991年京成杯3歳ステークス）

その他
- アグネステスコ
- エイシンサニー
- オペックホース
- ケイキロク
- メジロパーマー
- スダホーク
- ダイタクヘリオス
- テンメイ
- フェートメーカー
- ホリスキー
- ヤマニンスキー
- ヤマニングローバル
- ヤマニンバリメラ

#### 受賞
- 優秀騎手賞2回（1981年、1984年）
- フェアプレー賞（1984年）
- 関西民放記者クラブ賞（1965年）

### 調教師成績
|            | 日付           | 競馬場・開催  | 競走名             | 馬名               | 頭数 | 人気 | 着順 |
| ---------- | -------------- | ------------- | ------------------ | ------------------ | ---- | ---- | ---- |
| 初出走     | 1993年3月13日  | 2回小倉5日4R  | 4歳未勝利          | アイノウーマン     | 10頭 | 6    | 6着  |
| 初勝利     | 1993年3月14日  | 1回阪神6日3R  | 4歳未勝利          | アイノクレール     | 15頭 | 3    | 1着  |
| 重賞初出走 | 1993年12月25日 | 5回阪神7日11R | ラジオたんぱ杯3歳S | バンブーフェリーニ | 16頭 | 7    | 16着 |
| 重賞初勝利 | 1995年8月13日  | 3回小倉2日11R | 小倉記念           | スプリングバンブー | 15頭 | 5    | 1着  |
| GI初出走   | 1994年11月6日  | 1回京都2日10R | 菊花賞             | バンブーフェリーニ | 15頭 | 10   | 11着 |

#### おもな管理馬
- スプリングバンブー（1995年小倉記念）
- トーホウドリーム（2001年大阪杯）
- メジロマイヤー（2002年きさらぎ賞 2006年小倉大賞典）
- バンブーユベントス（2003年日経新春杯）
- トーホウドルチェ（2010年マリーンカップ）